# Hiesse
Hiesse est une commune du sud-ouest de la France, située dans le département de la Charente (région Nouvelle-Aquitaine).
Ses habitants sont les Hiessois et les Hiessoises.

## Géographie

### Localisation et accès
Hiesse est une commune de la Charente limousine limitrophe du département de la Vienne située à 8 km au nord-ouest de Confolens et 57 km au nord-est d'Angoulême.
Le bourg est aussi à 9 km au sud-ouest d'Availles-Limouzine, à 16 km de Champagne-Mouton, 25 km de Civray, 30 km de Ruffec, 57 km de Limoges, 62 km de Poitiers.
La D 948 entre Confolens et Civray fait la limite nord-est de la commune et le bourg est situé à 1,2 km de cette route. La D 30 de Confolens à Charroux, parallèle à cette route, traverse la commune et le bourg. La D 196 va en direction d'Alloue.

### Hameaux et lieux-dits
La commune comporte de nombreux petits hameaux : l'Herbaudie, la Seunie, Chez Mautret près du bourg, le Pignoux, les Vieux Tisons sur la route de Confolens, le Mas du Puy, le Mas Gautier, le Rivaud, etc. ainsi que des fermes.

### Communes limitrophes
|         | Pressac (Vienne) |           |
| Épenède | Hiesse           | Lessac    |
| Alloue  | Ansac-sur-Vienne | Confolens |

### Géologie et relief
La commune se trouve dans sa partie orientale sur le plateau du Limousin, partie occidentale du Massif central, composé de roches cristallines et métamorphiques, relique de la chaîne hercynienne. La partie occidentale montre les premiers calcaires du Bassin aquitain et du seuil du Poitou.
Les plateaux orientaux de la commune sont occupés par des arènes argilo-sableuses provenant du massif granitique. Une zone nord-sud comprenant le bourg est composée de granit. À l'ouest du bourg, entre la source du Clain, la Seunie et la Rossie, on trouve de la dolomie et calcaire oolithique, ainsi qu'à l'extrême ouest de la commune (flancs de la vallée du Transon). Entre ces deux formations, les plateaux occidentaux sont couverts d'argiles rouges caractéristiques de cette zone de contact,,.
Le relief de la commune est celui d'un plateau assez homogène d'une altitude moyenne de 210 m. Le point culminant est à une altitude de 231 m, situé à l'extrémité sud. Le point le plus bas est à 157 m, situé sur la limite ouest près de Chez Doucet. Le bourg, construit au bord du Clain, est à 195 m d'altitude.

### Hydrographie

#### Réseau hydrographique
La commune est située pour partie dans le bassin versant de la Charente au sein  du Bassin Adour-Garonne et pour partie dans  la région hydrographique de « la Loire de la Vienne (c) à la Maine (nc) », une partie du Bassin de la Loire,  au sein  du Bassin Loire-Bretagne. Elle est drainée par le Clain, la Martinie, le Préobe et par divers petits cours d'eau, qui constituent un réseau hydrographique de 22 km de longueur totale,.
Le Clain, affluent de la Vienne et qui passe à Poitiers, prend sa source au sud de la commune et passe au pied du bourg..
La ligne de partage des eaux entre Charente à l'ouest et Loire à l'est traverse l'ouest de la commune, et le Transon, affluent de la Charente à Chatain (Vienne), effleure la limite ouest et de petits ruisseaux naissant dans la commune s'y jettent.
La commune comprend aussi de nombreuses petits étangs et retenues d'eau.

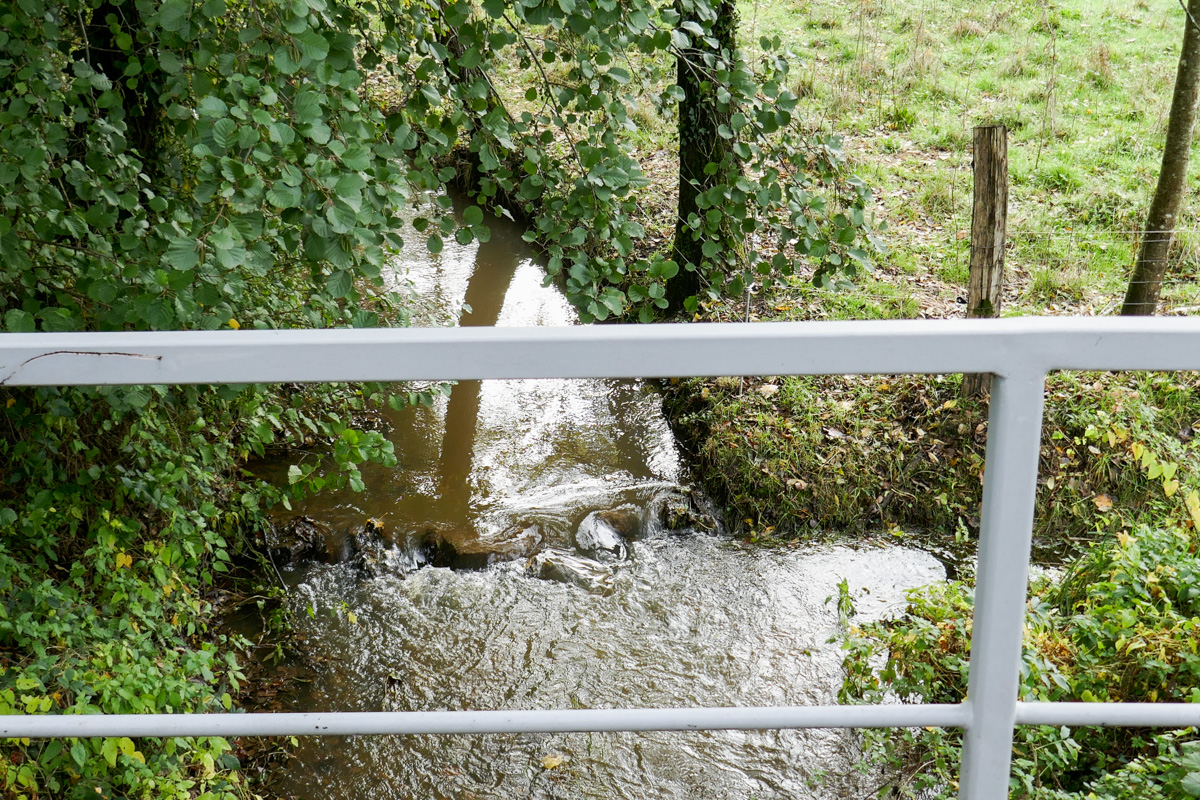
Le Clain.
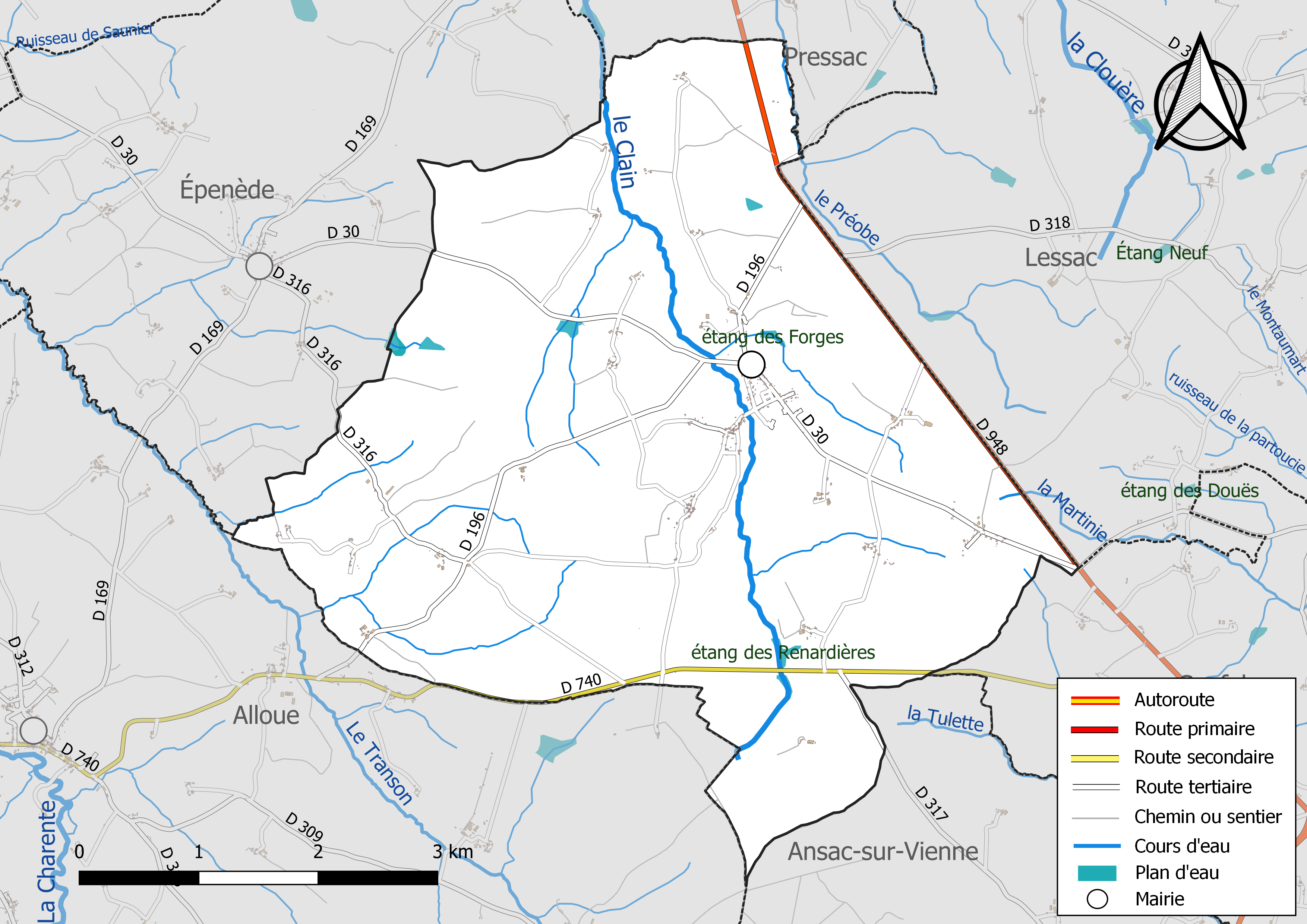
Réseaux hydrographique et routier d'Hiesse

#### Gestion des eaux
Le territoire communal est couvert par les schémas d'aménagement et de gestion des eaux (SAGE) « Charente » et « Clain ». Le SAGE « Charente», dont le territoire correspond au bassin de la Charente, d'une superficie de 9 300 km2, a été approuvé le 19 novembre 2019. La structure porteuse de l'élaboration et de la mise en œuvre est l'établissement public territorial de bassin Charente. Ils définissent chacun sur leur territoire les objectifs généraux d’utilisation, de mise en valeur et de protection quantitative et qualitative des ressources en eau superficielle et souterraine, en respect des objectifs de qualité définis dans le troisième SDAGE  du Bassin Adour-Garonne qui couvre la période 2022-2027, approuvé le 10 mars 2022.Le SAGE « Clain», dont le territoire correspond au bassin du Clain, d'une superficie de 2 882 km2, a été approuvé le 11 mai 2021. La structure porteuse de l'élaboration et de la mise en œuvre est l'établissement public territorial de bassin Vienne. Il est quant à lui une déclinaison du SDAGE  du Bassin Loire-Bretagne qui couvre la période 2022-2027, approuvé le 18 mars 2022.

### Climat
Le climat est océanique dégradé. C'est celui de la Charente limousine, plus humide et plus frais que celui du reste du département.

## Urbanisme

### Typologie
Au 1er janvier 2024, Hiesse est catégorisée commune rurale à habitat très dispersé, selon la nouvelle grille communale de densité à 7 niveaux définie par l'Insee en 2022.
Elle est située hors unité urbaine. Par ailleurs la commune fait partie de l'aire d'attraction de Confolens, dont elle est une commune de la couronne,. Cette aire, qui regroupe 14 communes, est catégorisée dans les aires de moins de 50 000 habitants,.

### Occupation des sols
L'occupation des sols de la commune, telle qu'elle ressort de la base de données européenne d’occupation biophysique des sols Corine Land Cover (CLC), est marquée par l'importance des territoires agricoles (87,9 % en 2018), une proportion identique à celle de 1990 (87,9 %). La répartition détaillée en 2018 est la suivante : 
prairies (42,6 %), terres arables (27,5 %), zones agricoles hétérogènes (17,8 %), forêts (12,1 %). L'évolution de l’occupation des sols de la commune et de ses infrastructures peut être observée sur les différentes représentations cartographiques du territoire : la carte de Cassini (XVIIIe siècle), la carte d'état-major (1820-1866) et les cartes ou photos aériennes de l'IGN pour la période actuelle (1950 à aujourd'hui).

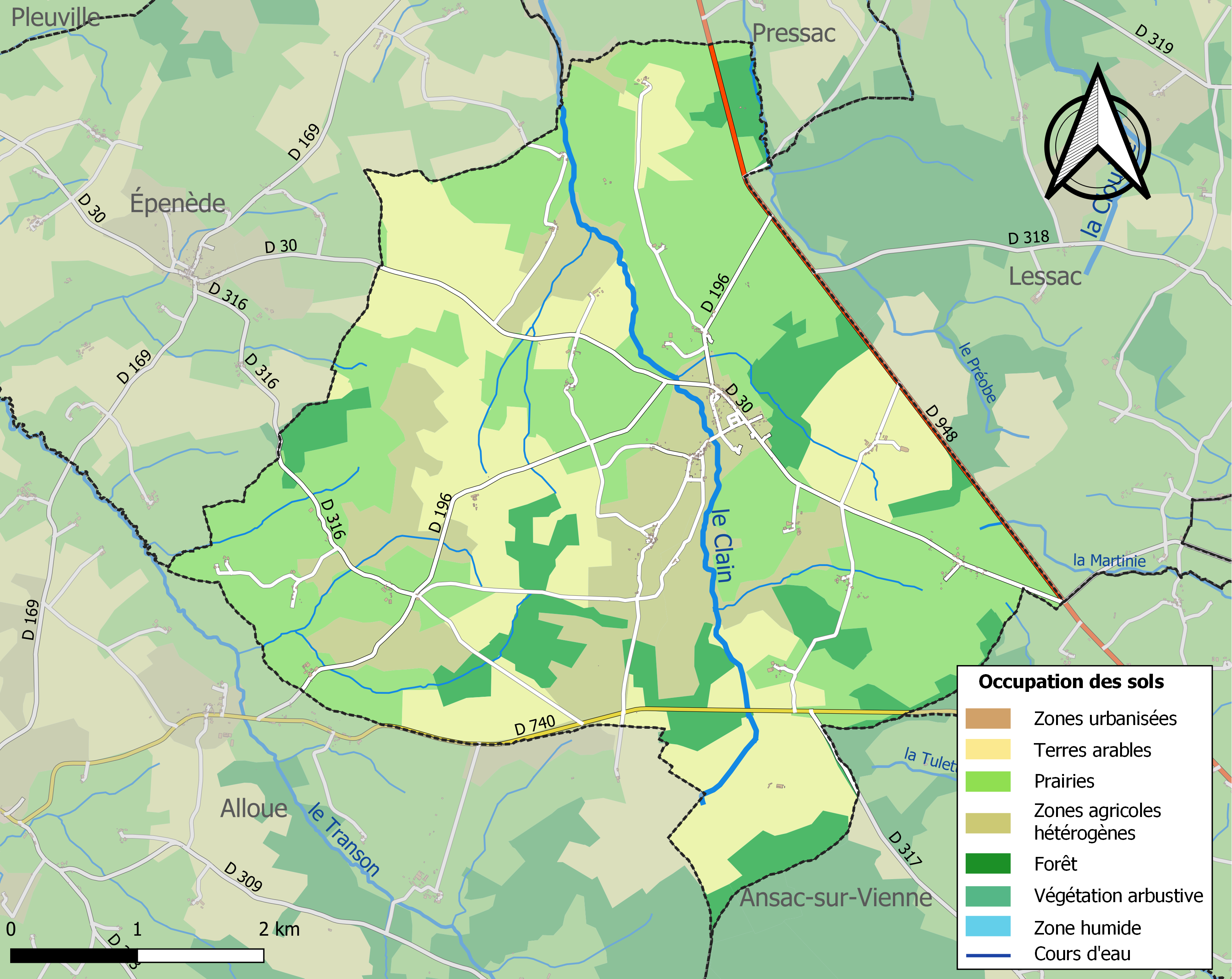
Carte des infrastructures et de l'occupation des sols de la commune en 2018 (CLC).

### Risques majeurs
Le territoire de la commune d'Hiesse est vulnérable à différents aléas naturels : météorologiques (tempête, orage, neige, grand froid, canicule ou sécheresse) et séisme (sismicité faible). Il est également exposé à un risque technologique,  le transport de matières dangereuses, et à un risque particulier : le risque de radon. Un site publié par le BRGM permet d'évaluer simplement et rapidement les risques d'un bien localisé soit par son adresse soit par le numéro de sa parcelle.

#### Risques naturels

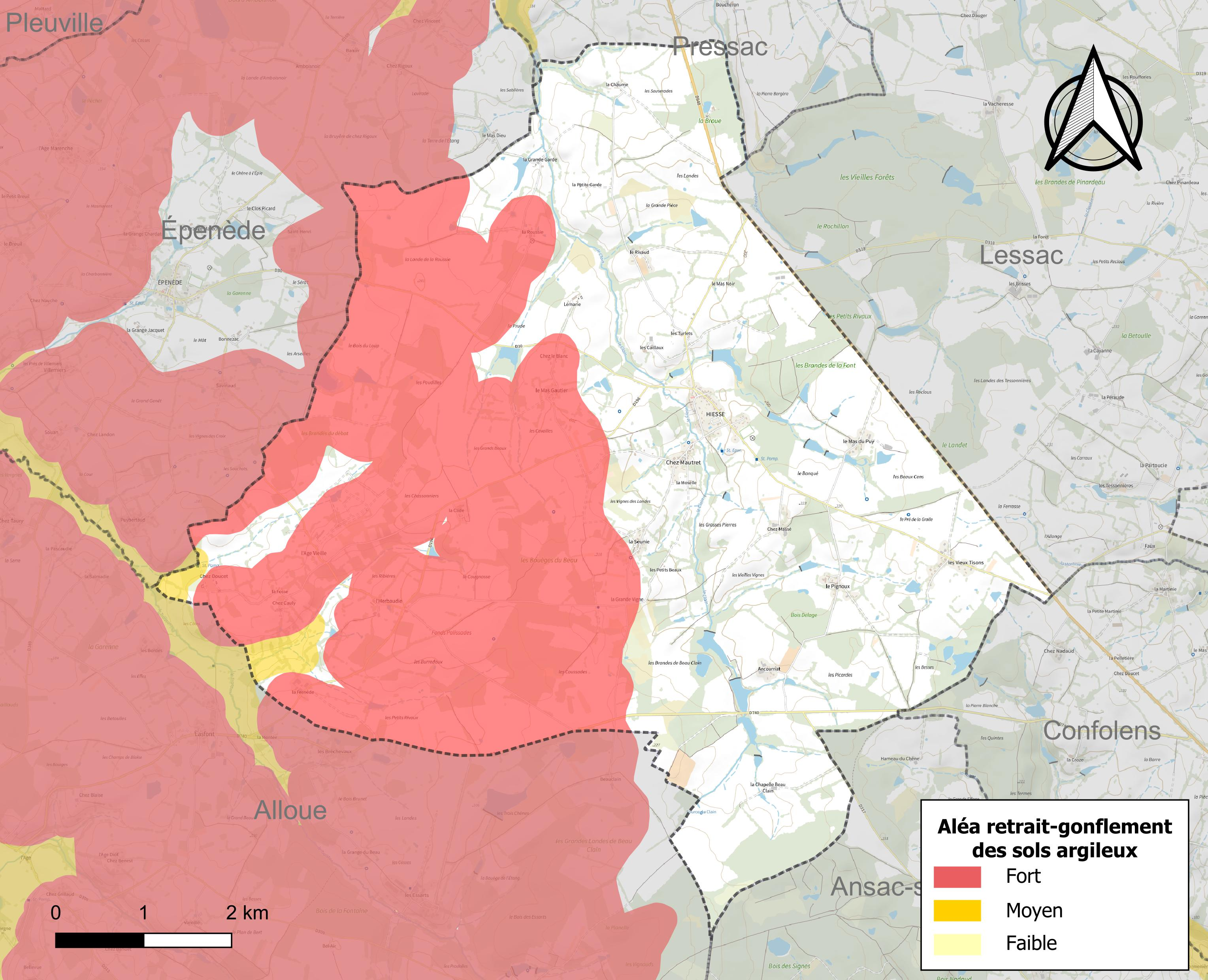
Carte des zones d'aléa retrait-gonflement des sols argileux d'Hiesse.

Le retrait-gonflement des sols argileux est susceptible d'engendrer des dommages importants aux bâtiments en cas d’alternance de périodes de sécheresse et de pluie. 40,7 % de la superficie communale est en aléa moyen ou fort (67,4 % au niveau départemental et 48,5 % au niveau national). Sur les 180 bâtiments dénombrés sur la commune en 2019,  34 sont en aléa moyen ou fort, soit 19 %, à comparer aux 81 % au niveau départemental et 54 % au niveau national. Une cartographie de l'exposition du territoire national au retrait gonflement des sols argileux est disponible sur le site du BRGM,.
Par ailleurs, afin de mieux appréhender le risque d’affaissement de terrain, l'inventaire national des cavités souterraines permet de localiser celles situées sur la commune.
La commune a été reconnue en état de catastrophe naturelle au titre des dommages causés par les inondations et coulées de boue survenues en 1982, 1983 et 1999. Concernant les mouvements de terrains, la commune a été reconnue en état de catastrophe naturelle au titre des dommages causés par des mouvements de terrain en 1999.

#### Risques technologiques
Le risque de transport de matières dangereuses sur la commune est lié à sa traversée par une ou des infrastructures routières ou ferroviaires importantes ou la présence d'une canalisation de transport d'hydrocarbures. Un accident se produisant sur de telles infrastructures est susceptible d’avoir des effets graves sur les biens, les personnes ou l'environnement, selon la nature du matériau transporté. Des dispositions d’urbanisme peuvent être préconisées en conséquence.

#### Risque particulier
Dans plusieurs parties du territoire national, le radon, accumulé dans certains logements ou autres locaux, peut constituer une source significative d’exposition de la population aux rayonnements ionisants. Certaines communes du département sont concernées par le risque radon à un niveau plus ou moins élevé. Selon la classification de 2018, la commune d'Hiesse est classée en zone 3, à savoir zone à potentiel radon significatif.

## Toponymie
Une forme ancienne est Issia (non datée). Le nom est mentionné Hyesse en 1793, Liesse en 1801.
L'origine du nom d'Hiesse pourrait remonter à *Iccia (villa) « domaine rural d’Iccius », Iccius étant un nom de personne gaulois attesté cf. Iccios. Hiesse pourrait aussi être issu d'un type toponymique gaulois *Īcciā ayant désigné des « terres de la basse limite », étant en limite sud du territoire picton (ce mot n'étant pas attesté).
Remarque : Xavier Delamarre cite toute une liste de toponymes contenant l'élément Icci-, dont Icciodurus (aujourd'hui Yzeures-sur-Creuse) et *Icciacus qui a donné les nombreux Issac, Issy, Issey, etc. Cependant, le sens à donner à Icci- est incertain.

## Langues
La commune est dans la partie occitane de la Charente qui en occupe le tiers oriental, et le dialecte est marchois. 
Elle se nomme Iessa en occitan.

## Histoire
Un souvenir historique reste attaché au petit château du Mas du Puy, flanqué de tourelles. Le roi de France Jean II, se rendant prisonnier à Bordeaux après la défaite de Poitiers en 1356, y aurait dormi.
Sous l'Ancien Régime, ce fief dépendait de la châtellenie de Confolens, tout comme deux autres, le Rivaud et le Pignoux, ancienne demeure des Lagrange de la Pardoussie.
Pendant la première moitié du XXe siècle, la commune était desservie par la petite ligne ferroviaire d'intérêt local à voie métrique des Chemins de fer économiques des Charentes allant d'Angoulême à Confolens par Saint-Angeau et Champagne-Mouton.

## Politique et administration

### Liste des maires
| Période                                  | Période  | Identité       | Étiquette | Qualité            |
| ---------------------------------------- | -------- | -------------- | --------- | ------------------ |
| Les données manquantes sont à compléter. |          |                |           |                    |
| 2001                                     | 2020     | Gilbert Quesne | SE        | Producteur laitier |
| 2020                                     | En cours | Yvonne Mesrine | SE        | Retraitée          |

## Population et société

### Démographie
L'évolution du nombre d'habitants est connue à travers les recensements de la population effectués dans la commune depuis 1793. Pour les communes de moins de 10 000 habitants, une enquête de recensement portant sur toute la population est réalisée tous les cinq ans, les populations de référence des années intermédiaires étant quant à elles estimées par interpolation ou extrapolation. Pour la commune, le premier recensement exhaustif entrant dans le cadre du nouveau dispositif a été réalisé en 2004.

En 2022, la commune comptait 238 habitants, en évolution de −2,06 % par rapport à 2016 (Charente : −0,48 %, France hors Mayotte : +2,11 %).
| 1793 | 1800 | 1806 | 1821 | 1831 | 1841 | 1846 | 1851 | 1856 |
| ---- | ---- | ---- | ---- | ---- | ---- | ---- | ---- | ---- |
| 530  | 476  | 475  | 564  | 572  | 547  | 553  | 550  | 558  |

| 1861 | 1866 | 1872 | 1876 | 1881 | 1886 | 1891 | 1896 | 1901 |
| ---- | ---- | ---- | ---- | ---- | ---- | ---- | ---- | ---- |
| 528  | 476  | 547  | 507  | 551  | 564  | 569  | 587  | 602  |

| 1906 | 1911 | 1921 | 1926 | 1931 | 1936 | 1946 | 1954 | 1962 |
| ---- | ---- | ---- | ---- | ---- | ---- | ---- | ---- | ---- |
| 605  | 626  | 505  | 505  | 510  | 475  | 446  | 466  | 445  |

| 1968 | 1975 | 1982 | 1990 | 1999 | 2004 | 2006 | 2009 | 2014 |
| ---- | ---- | ---- | ---- | ---- | ---- | ---- | ---- | ---- |
| 422  | 383  | 342  | 295  | 277  | 254  | 251  | 251  | 242  |

| 2019 | 2022 | - | - | - | - | - | - | - |
| ---- | ---- | - | - | - | - | - | - | - |
| 243  | 238  | - | - | - | - | - | - | - |

### Pyramide des âges
La population de la commune est relativement âgée.
En 2018, le taux de personnes d'un âge inférieur à 30 ans s'élève à 22,3 %, soit en dessous de la moyenne départementale (30,2 %). À l'inverse, le taux de personnes d'âge supérieur à 60 ans est de 44 % la même année, alors qu'il est de 32,3 % au niveau départemental.
En 2018, la commune comptait 131 hommes pour 112 femmes, soit un taux de 53,91 % d'hommes, largement supérieur au taux départemental (48,41 %).
Les pyramides des âges de la commune et du département s'établissent comme suit.
| Hommes | Classe d’âge | Femmes |
| ------ | ------------ | ------ |
| 1,5    | 90 ou +      | 0,9    |
| 13,0   | 75-89 ans    | 14,3   |
| 29,8   | 60-74 ans    | 28,6   |
| 22,1   | 45-59 ans    | 25,0   |
| 9,9    | 30-44 ans    | 10,7   |
| 15,3   | 15-29 ans    | 10,7   |
| 8,4    | 0-14 ans     | 9,8    |

| Hommes | Classe d’âge | Femmes |
| ------ | ------------ | ------ |
| 1      | 90 ou +      | 2,7    |
| 9,2    | 75-89 ans    | 12     |
| 20,6   | 60-74 ans    | 21,3   |
| 20,7   | 45-59 ans    | 20,3   |
| 16,8   | 30-44 ans    | 16     |
| 15,6   | 15-29 ans    | 13,4   |
| 16,1   | 0-14 ans     | 14,3   |

## Économie

### Commerces
Sur la place du village se trouve un bar-restaurant épicerie.

## Culture locale et patrimoine

### Lieux et monuments
L'église paroissiale Saint-Liphard est un ancien prieuré, qui abrite un fer à hosties du XIIIe siècle représentant le Christ en croix et qui est classé monument historique à titre objet en 1933.

### Galerie

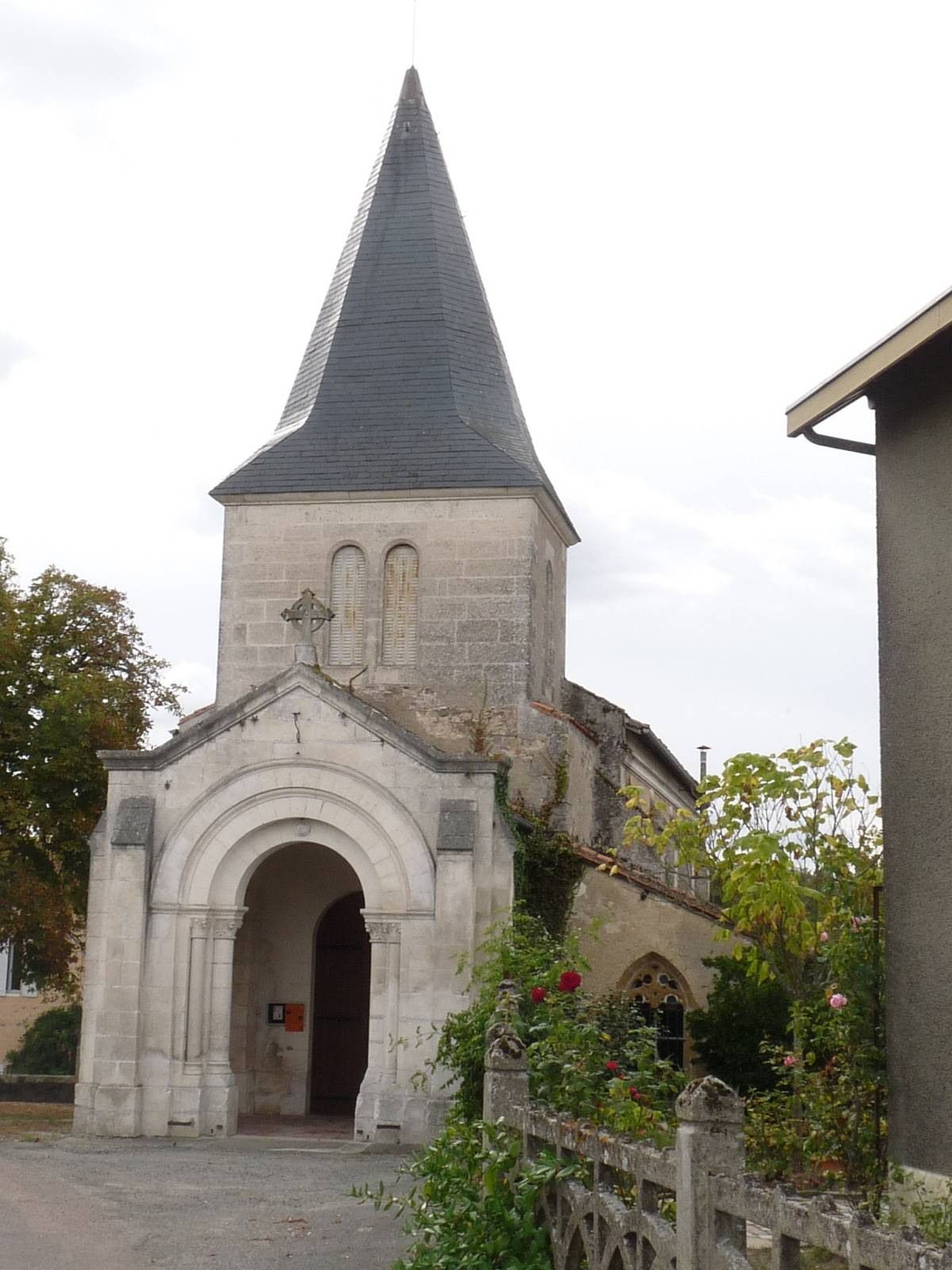
L'église Saint-Liphard.
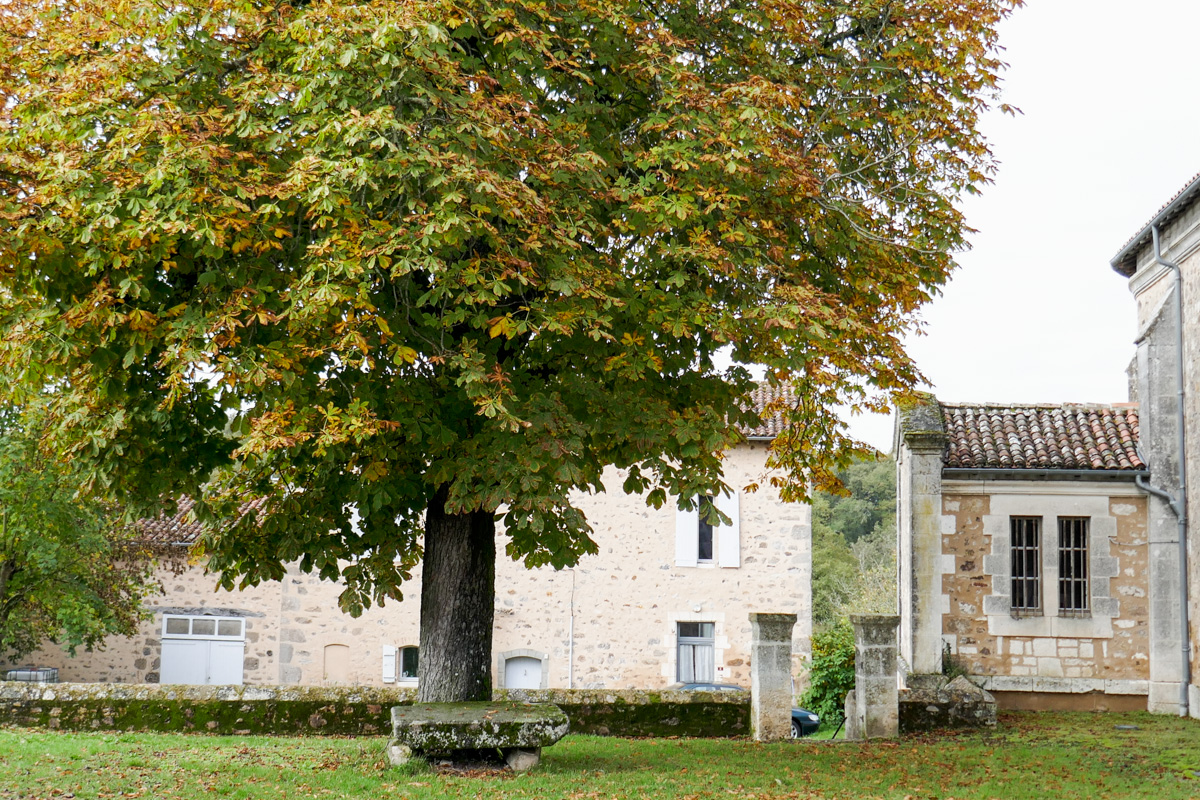
L'ancien presbytère
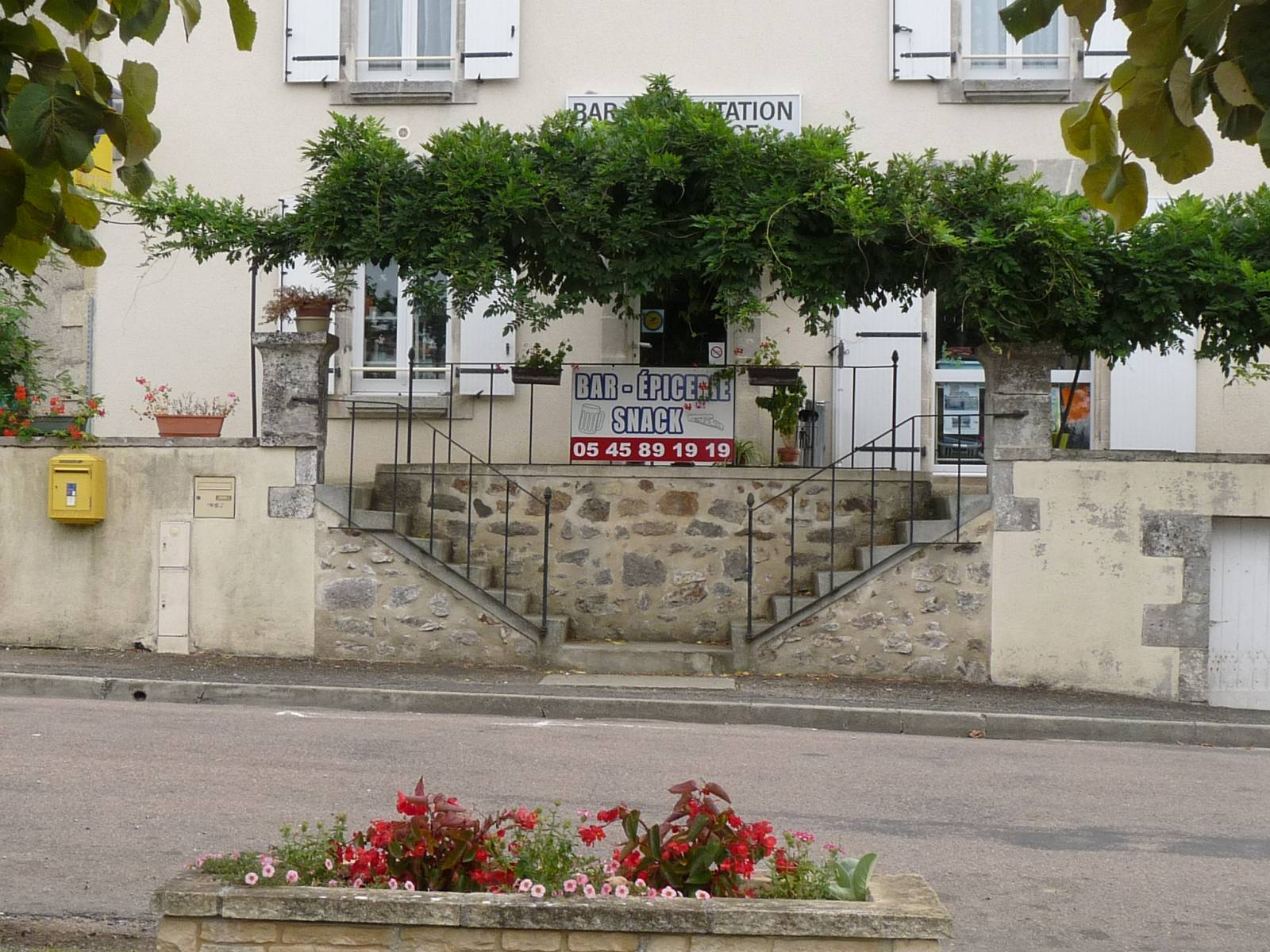
L'épicerie et bar-restaurant du village.
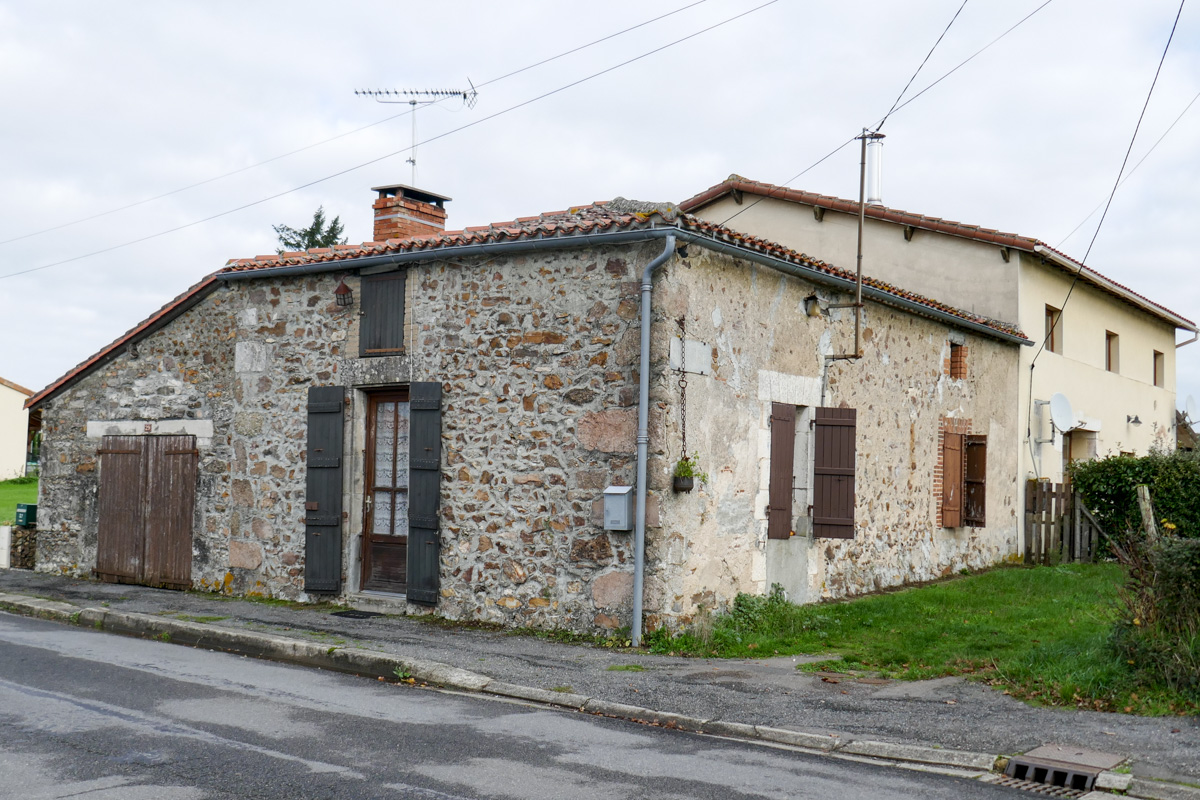
La plus vieille maison du village
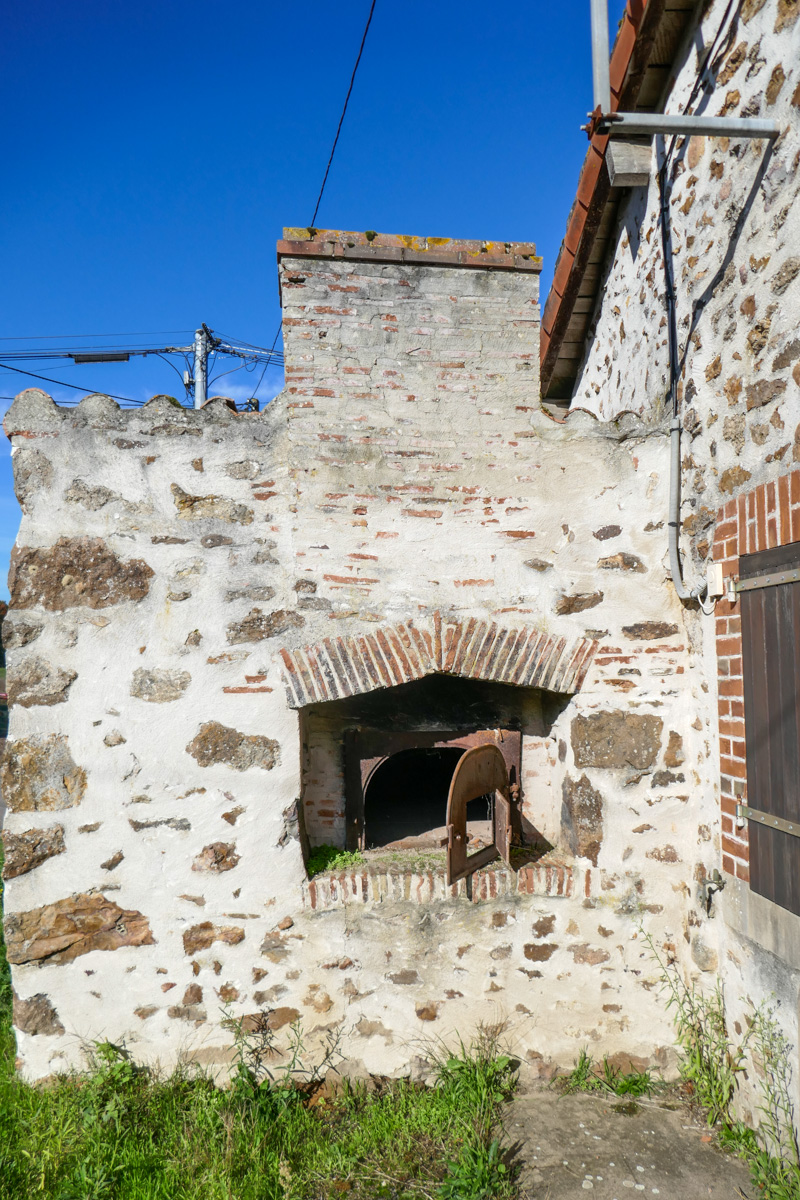
Le four à bois public de Chez Mautret
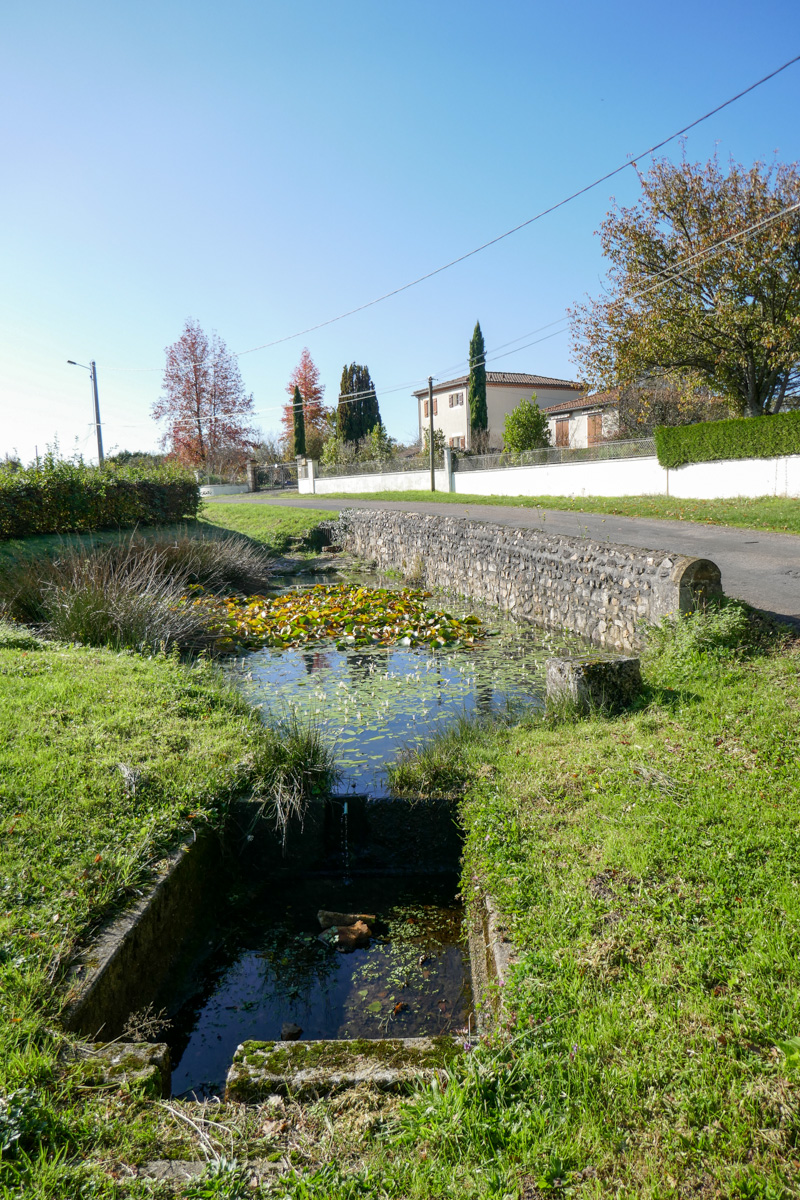
L'ancien lavoir de la Seunie
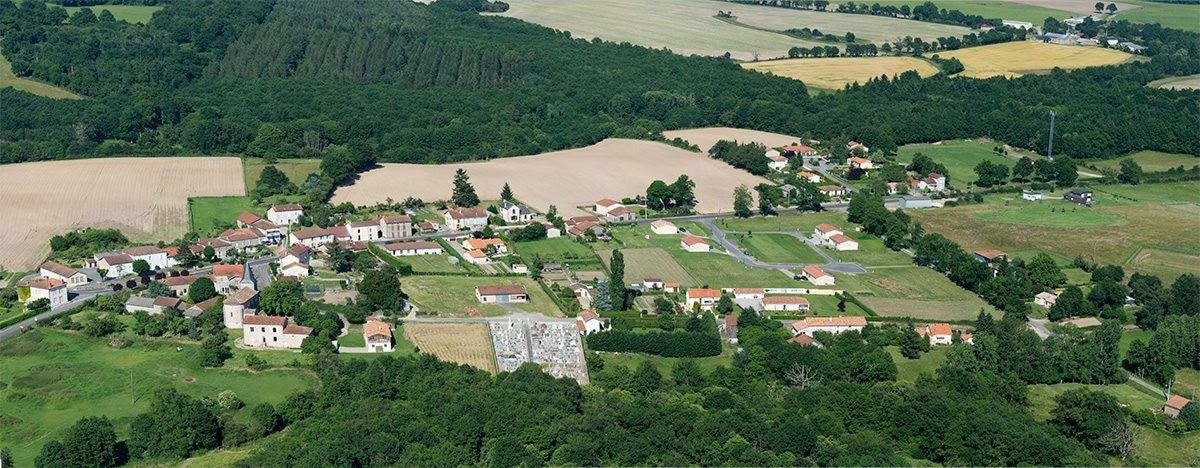
Le village

### Personnalités liées à la commune
- Gregg Black (1988-), pilote d'endurance moto franco-britannique, habite la commune[réf. souhaitée].